# Сара Шепард
Сара Шепард (енгл. Sara Shepard; Питсбург, 8. април 1977) америчка је књижевница. Позната је по својим серијама бестселера, Слатке мале лажљивице и Игра лажи, које су адаптиране у телевизијске серије за Freeform.

## Биографија
Рођена је 8. априла 1977. године у Питсбургу, у Пенсилванији, уз своју сестру Алисон. Средњу школу је завршила 1995. године у Даунингтону. Похађала је Универзитет у Њујорку, где је дипломирала 1999. године, те магистрирала креативно писање на Бруклинском колеџу 2004. Између 2000. и 2005. радила је за Time, Inc. Custom Publishing, где је радила на часописима о животном стилу за корпоративне клијенте. Године 2002. почела је да пише као слободњакиња, а 2005. започела је рад на свом првом роману.

## Филмографија
| Година | Српски наслов         | Изворни наслов        | Улога                                      | Напомене                                   |
| ------ | --------------------- | --------------------- | ------------------------------------------ | ------------------------------------------ |
| 2010.  | Слатке мале лажљивице |                       | госпођа Шепард                             | камео улога; „Мамурлук после журке” (1.07) |
| 2015.  | Слатке мале лажљивице | новинарка Сара Шепард | камео улога; „Ја сам добра девојка” (5.24) |                                            |